# Tabanus barbarus
Tabanus barbarus är en tvåvingeart som beskrevs av Coquebert 1804. Tabanus barbarus ingår i släktet Tabanus och familjen bromsar. Inga underarter finns listade i Catalogue of Life.